# 徐浩 (跳水运动员)
徐浩（1978年4月15日—），中国退役男子跳水运动员。他曾获得2002年亚洲运动会跳水比赛男子双人10跳台金牌。2005年东亚运动会后正式退役。